# Oceà i Tetis
Oceà i Tetis és un mosaic del segle iii procedent dels jaciments romans al voltant de la ciutat turca de Zeugma. Van formar part de les restes de vil·les romanes destruïdes per les invasions i un terratrèmol.
En concret, el mosaic procedeix d'una piscina de la casa de Posidó, una de les vil·les posteriorment inundades per la construcció de la presa de Birecik l'any 2000.
La seva composició reflecteix el mite homèric de l'origen del món -Turquia ha emès un segell amb aquest motiu-. A la imatge s'aprecia a Oceà, el corrent que embolcalla al món, i Tetis, la mare de tots els fills d'aquest, dels qui es van originar totes les criatures vivents.
Tetis és model recurrent a l'art del mosaic romà, com pot contemplar-se al mosaic de Tetis de la ciutat siriana de Shahba, del segle iv.

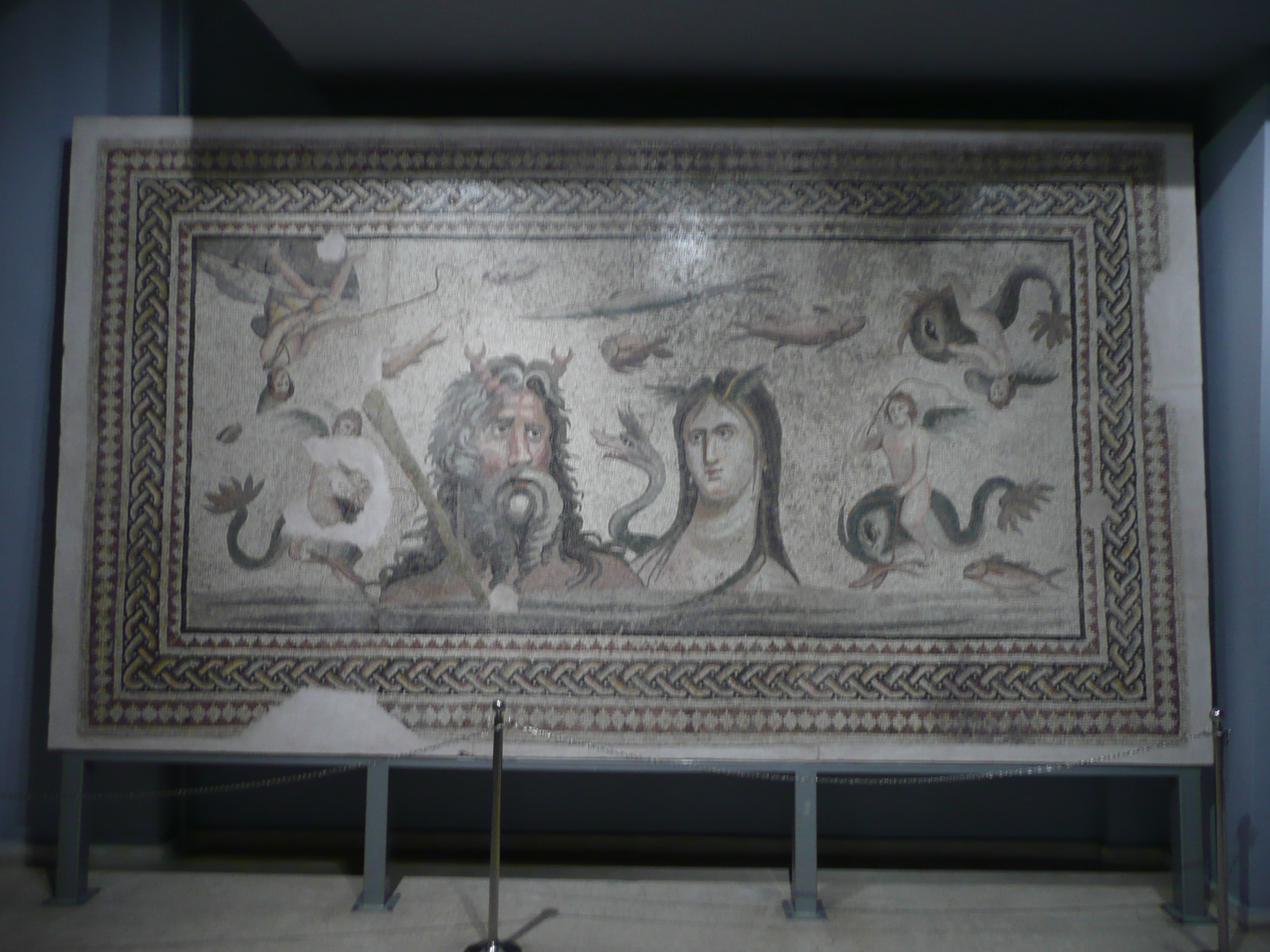
Oceà i Tetis, mosaic romà al Museu de Gaziantep (Turquia)
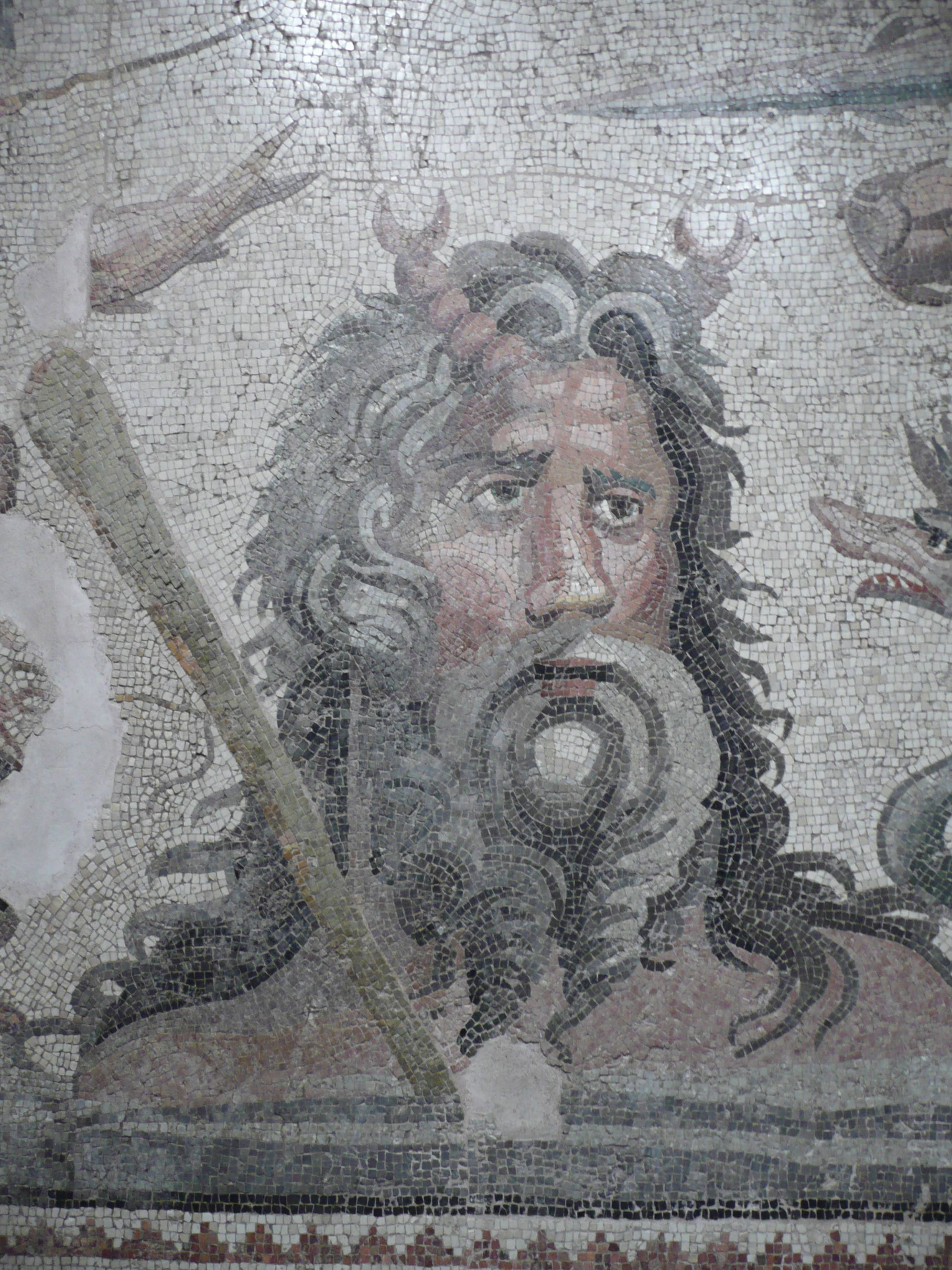
Detall del dèu Oceà
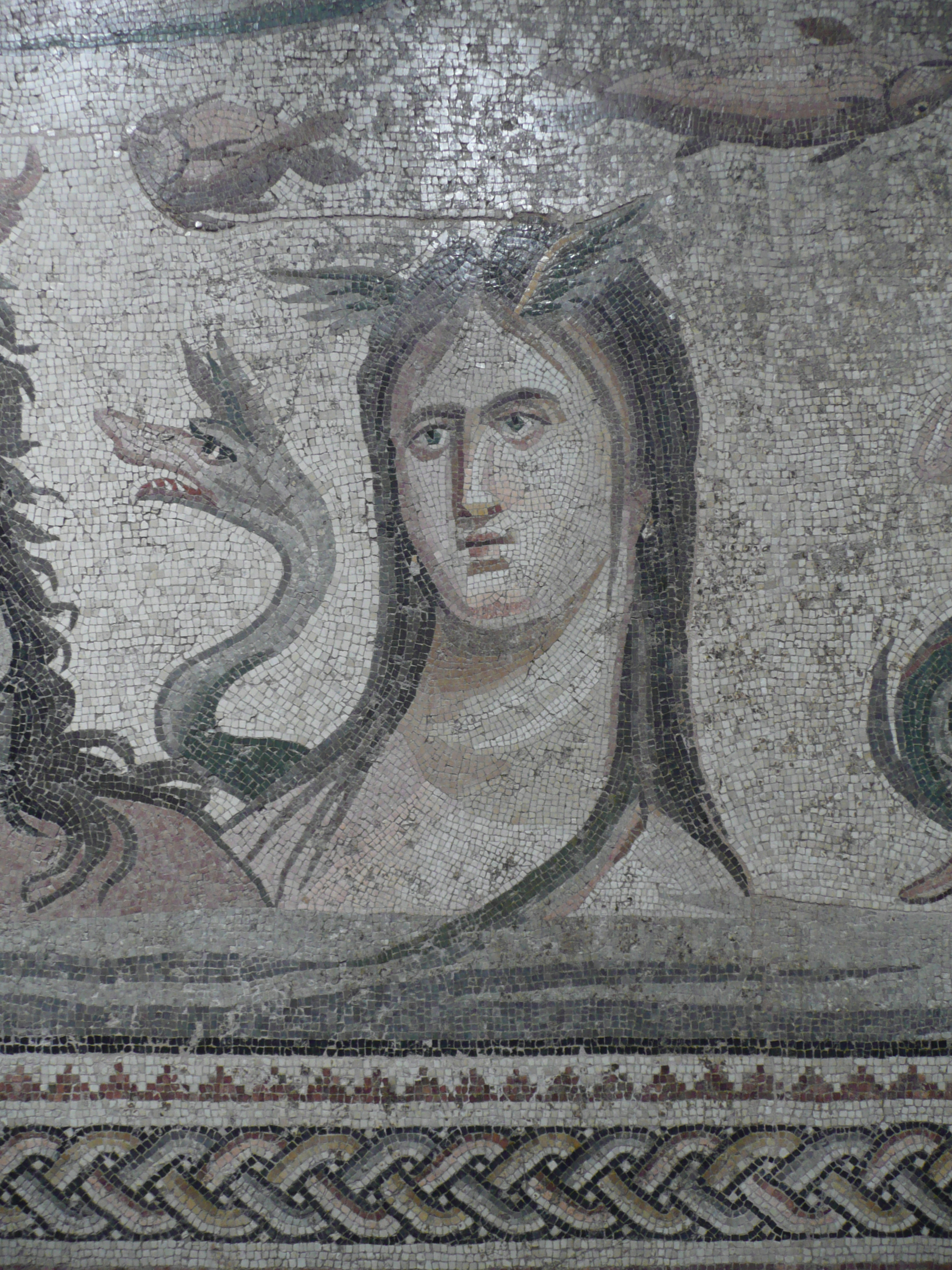
Detall de Tetis
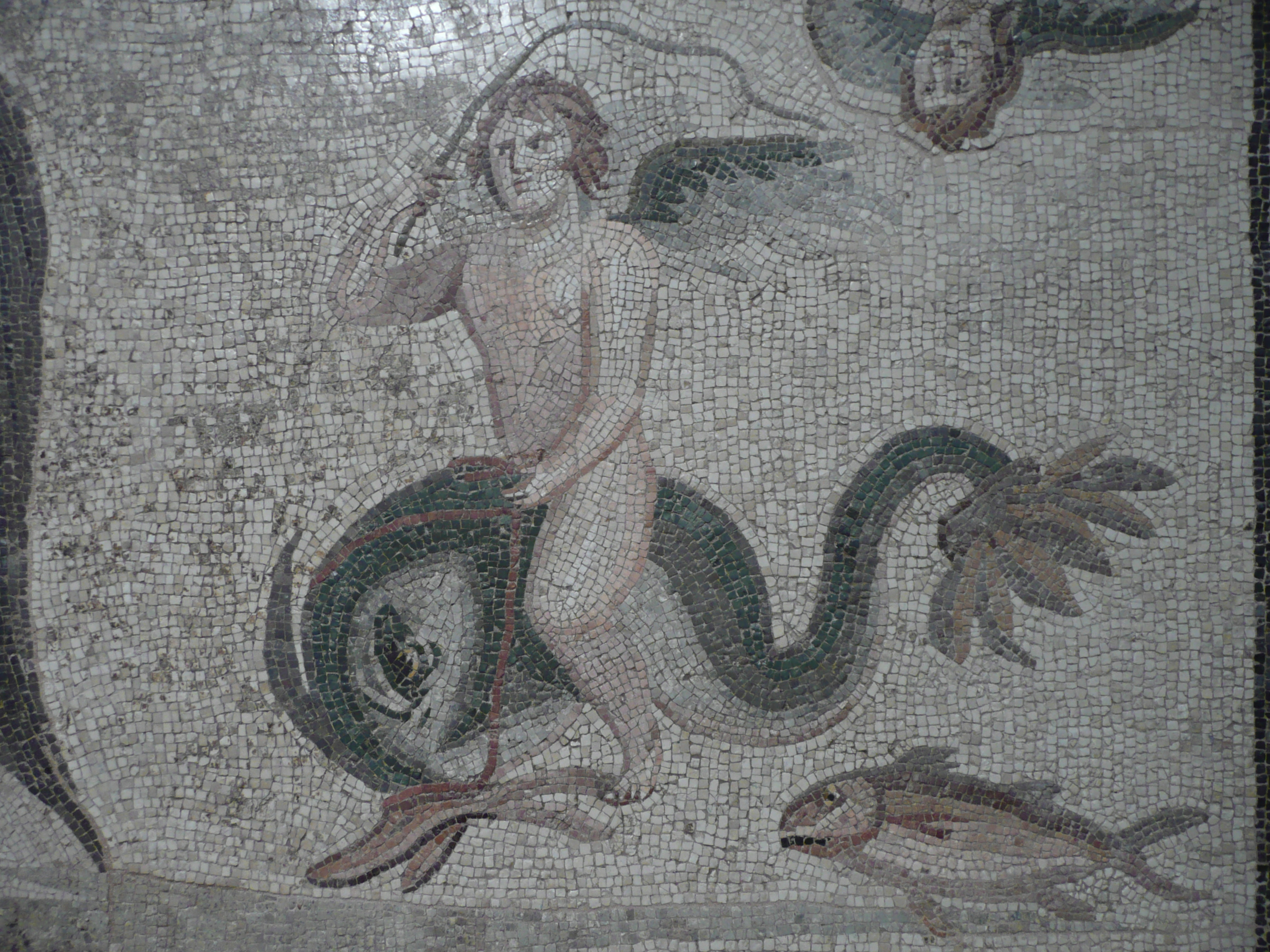
Detall del mosaic de la part inferior dreta